# Tina George

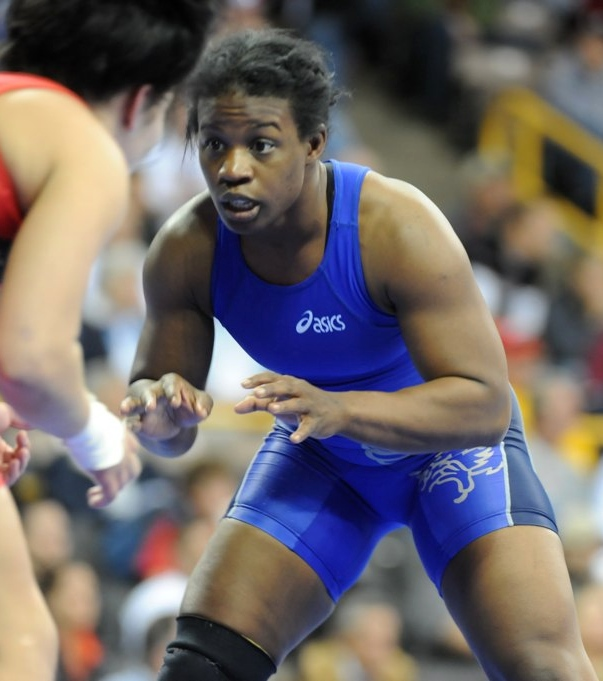
Tina George, 2012

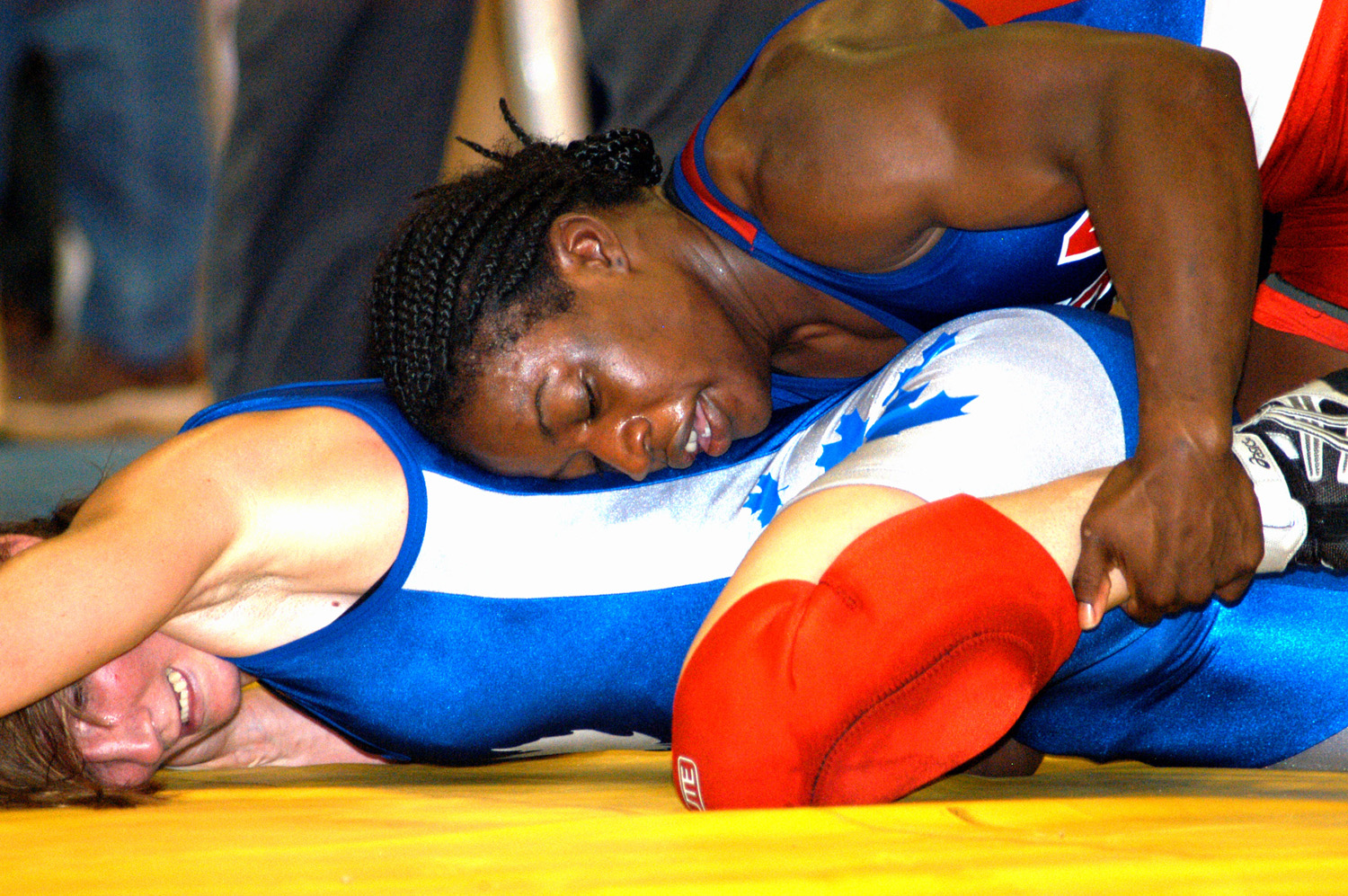
Tina George (oben) hat Tonya Verbeek im Griff bei den Panamerikanischen Spielen 2003

Tina George (* 5. November 1978 in Cleveland (Ohio)) ist eine ehemalige US-amerikanische Ringerin. Sie wurde 2002 und 2003 Vize-Weltmeisterin in der Gewichtsklasse bis 55 kg Körpergewicht.

## Werdegang
Tina George begann im Jahre 1996 an der Cleveland-High-School, die sie damals besuchte, mit dem Ringen. Ihr erster Trainer war Jason Loukides. Sie kam rasch vorwärts und wurde 1997 erstmals US-amerikanische Juniorenmeisterin und 1998 erstmals US-amerikanische Meisterin bei den Frauen. Sie rang während ihrer ganzen Karriere bei einer Größe von 1,52 Metern in der Gewichtsklasse bis 56 bzw. 55 kg Körpergewicht. Nach ihrer High-School-Zeit begann sie an der University of Minnesota in Morris ein Chemie- und Biologiestudium. Da sie sportlich weiterkommen wollte, wechselte sie bald darauf an die University of Colorado und wurde Mitglied des Ringerclubs Sunkist Kids. Sie trainierte nunmehr im Leistungszentrum des US-amerikanischen Ringerverbandes in Colorado Springs. In jenen Jahren erhielt sie ein Stipendium in Höhe von 900 US-$. Dieser Betrag reichte in dem teuren Colorado Springs aber nicht zum Leben, was sie zwang neben dem Studium und dem Training auch noch halbtags zu arbeiten. Dadurch war aber kein intensives Training, wie es nötig gewesen wäre, möglich. Das zeigte sich daran, dass die sportlichen Erfolgen, besonders bei den internationalen Meisterschaften ausblieben. Sie entschloss sich deshalb im Jahre 2001 in die US-Army einzutreten. Sie wurde in der Army sofort in das Sonderprogramm für Leistungssportler aufgenommen und war in Fort Jackson bzw. in Fort Carson stationiert. Ihr Trainer bei der Army war hauptsächlich Shon Lewis. Schon im Jahre 2002 zeigten sich die ersten Erfolge dieses Wechsels, denn in diesem Jahr wurde Tina George bereits Vize-Weltmeisterin.
Tina George war insgesamt siebenmal US-amerikanische Meisterin. Ihre internationale Karriere begann im Jahre 1998. Dabei belegte sie bei der Weltmeisterschaft in Poznań in der Gewichtsklasse bis 56 kg nach Niederlagen gegen Gudrun Annette Høie, Norwegen und Mariko Shimizu aus Japan aber nur den 12. Platz. Ein Jahr später kam sie bei der Weltmeisterschaft in Hildursborg/Schweden auf den 6. Platz. Sie besiegte dort Tanja Sauter aus Deutschland und verlor gegen Cao Haying aus China und Mariko Shimizu.
Bei der Weltmeisterschaft 2000 in Sofia musste sie wieder zwei Niederlagen einstecken und erreichte nur den 11. Platz. 2001 scheiterte Tina George bei der US-amerikanischen Weltmeisterschaftsausscheidung (WM-Trials) an Erin Tomeo. 2002 wurde sie aber wieder USA-Meisterin vor Stephanie Murata und setzte sich gegen die gleiche Ringerin auch bei den WM-Trials durch. Bei der Weltmeisterschaft dieses Jahres in Chalkida/Griechenland war sie dann sehr erfolgreich und besiegte Vanessa Boubryemm, Frankreich, Nadine Tokar, Schweiz, Josiane Patricia Soloniaina, Madagaskar, Monika Ewa Michalik aus Polen und Kostantina Katerina Tsibanakou aus Griechenland und stand damit im Finale gegen Saori Yoshida aus Japan. Saori Yoshida stand in diesem Jahr am Beginn einer beispiellosen Karriere. Sie besiegte Tina George knapp nach Punkten und wurde damit Weltmeisterin und Tina George wurde Vizeweltmeisterin.
2003 musste sich Tina George bei der Pan Amerikanischen Meisterschaft in Guatemala-Stadt im Finale der Kanadierin Tonya Verbeek geschlagen geben. Bei den Pan Amerikanischen Spielen 2003 in Santo Domingo, wenige Monate später, gelang ihr aber die Revanche, denn sie besiegte im Endkampf die gleiche Ringerin. Bei der Weltmeisterschaft 2003 in New York kämpfte sie sich mit Siegen über Julieta Kliford Okot, Bulgarien, Ludmila Cristea, Republik Moldau, Elvira Mursalowa, Kirgisistan, Mabel Fonseca Ramirez, Puerto Rico und Sun Dongmei, China wieder in das Finale vor. In diesem verlor sie aber wieder gegen Saori Yoshida.
Mit großen Hoffnungen ging Tina George in das Olympiajahr 2004. Sie wurde wieder USA-Meisterin, verlor aber ausgerechnet bei den OS-Trials gegen Tela O’Donnell und wurde deshalb nicht für das US-amerikanische Olympiateam nominiert. Sie setzte aber trotz dieser Enttäuschung ihre Karriere fort, konnte aber bei der Weltmeisterschaft 2005 in Budapest und bei der Weltmeisterschaft 2006 in Guangzhou nicht mehr an die Erfolge von 2002 und 2003 anknüpfen. 2005 belegte sie den 12. Platz und 2006 gar nur den 20. Platz.
Tina George setzte ihre Karriere noch bis zum Jahre 2008 fort, konnte sich aber nicht mehr für internationale Meisterschaften qualifizieren.

## Internationale Erfolge
| Jahr | Platz | Wettbewerb                                                | Gewichtsklasse | Ergebnisse |
| 1998 | 12.   | WM in Poznań                                              | bis 56 kg      | nach Niederlagen gegen Gudrun Annette Høie, Norwegen und Mariko Shimizu, Japan |
| 1999 | 6.    | WM in Hildursborg/Schweden                                | bis 56 kg      | nach einer Niederlage gegen Cao Haying, China, einem Sieg gegen Tanja Sauter, Deutschland und einer Niederlage gegen Mariko Shimizu                                                                                           |
| 2000 | 4.    | „Dave-Schultz“-Memorial-International in Colorado Springs | bis 56 kg      | hinter Malissa Sherwood, Grace Magnusson und Carrie Bird, alle USA |
| 2000 | 5.    | Canada-Cup in Calgary                                     | bis 56 kg      | nach Siegen über Belinda Chou und Erica Sharp und einer Niederlage gegen Jennifer Ryz, alle Kanada |
| 2000 | 11.   | WM in Sofia                                               | bis 56 kg      | nach Niederlagen gegen Kostantina Katarina Tsibanakou, Griechenland und Tetjana Lasarewa, Ukraine |
| 2001 | 1.    | „Yasar-Dogu“-Memorial in Ankara                           | bis 56 kg      | |
| 2001 | 1.    | Pan Am Championships in Santo Domingo                     | bis 56 kg      | vor Angela Perez, Venezuela und Saira Martinez, El Salvador |
| 2002 | 2.    | WM in Chalkida/Griechenland                               | bis 55 kg      | nach Siegen über Vanessa Boubryemm, Frankreich, Nadine Tokar, Schweiz, Josiane Patricia Soloniaina, Madagaskar, Monika Ewa Michalik, Polen und Kostantina Katerina Tsibanakou und einer Niederlage gegen Saori Yoshida, Japan |
| 2003 | 2.    | „Dave-Schultz“-Memorial-International in Colorado-Springs | bis 55 kg      | hinter Jennifer Ryz, vor Stephanie Murata, USA |
| 2003 | 9.    | Klippan-Lady-Open                                         | bis 55 kg      | nach Siegen über Sabrina Lotz, Deutschland und Emily Paulsson, Schweden und einer Niederlage gegen Gudrun Annette Hoie |
| 2003 | 2.    | Pan Am Championships in Guatemala-Stadt                   | bis 55 kg      | hinter Tonya Verbeek, Kanada, vor Marcia Yuleisi Andrades Mendoza, Venezuela und Jane Sobero, Peru |
| 2003 | 1.    | Pan Amerikanische Spiele in Santo Domingo                 | bis 55 kg      | vor Tonya Verbeek, Marcia Yuleisi Andrades Mendoza und Saira Martinez, El Salvador |
| 2003 | 2.    | WM in New York                                            | bis 55 kg      | nach Siegen über Julieta Kliford Okot, Bulgarien, Ludmila Cristea, Republik Moldau, Elvira Mursalowa, Kirgisistan, Mabel Fonseca Ramirez, Puerto Rico und Sun Dongmei, China und einer Niederlage gegen Saori Yoshida         |
| 2003 | 4.    | Welt-Cup in Tokio                                         | bis 55 kg      | hinter Saori Yoshida, Tonya Verbeek und Natalja Golz, Russland |
| 2003 | 3.    | New-York-Athletic-Club-Intern.                            | bis 55 kg      | hinter Diletta Giampiccolo, Italien und Tela O’Donnell, USA |
| 2004 | 1.    | FILA-Test-Turnier in Athen                                | bis 55 kg      | vor Tonya Verbeek, Christina Oertli, Deutschland und Diletta Giampiccolo |
| 2004 | 1.    | „Dave-Schultz“-Memorial-International in Colorado Springs | bis 55 kg      | vor Jennifer Ryz, Erica Sharp und Christina Oertli |
| 2004 | 1.    | Sunkist-Kids-Intern.-Open in Tempe (Arizona)              | bis 55 kg      | vor Malinda Ripley und Sharon Jacobsen, beide USA |
| 2004 | 1.    | New-York-Athletic-Club-Open                               | bis 55 kg      | vor Amy Borgnini und Sharon Jacobsen, beide USA |
| 2005 | 1.    | „Dave-Schultz“-Memorial-International in Colorado Springs | bis 55 kg      | vor Brittanee Laverdure, Kanada und Othella Feroleto-Seicas, USA |
| 2005 | 1.    | Klippan-Lady-Open                                         | bis 55 kg      | vor Mizuho Shibata und Mayumi Umakoshi, beide Japan und Jessica Bechel, Deutschland |
| 2005 | 5.    | Welt-Cup in Clermont-Ferrand                              | bis 55 kg      | hinter Saori Yoshida, Natalja Golz, Anna Gomis, Frankreich und Marcia Yuleisi Andrades Mendoza |
| 2005 | 12.   | WM in Budapest                                            | bis 55 kg      | nach einem Sieg über Naidangiin Otgondschargal, Mongolei und einer Niederlage gegen Tonya Verbeek |
| 2005 | 2.    | Sunkist-Kids-Intern.-Open in Phoenix (Arizona)            | bis 55 kg      | hinter Marcie van Dusen, USA, vor Brittanee Laverdure |
| 2006 | 20.   | WM in Guangzhou                                           | bis 55 kg      | nach einer Niederlage gegen Ngiem Thi-Giang, Vietnam |
| 2007 | 5.    | „Dave-Schultz“-Memorial-International in Colorado Springs | bis 55 kg      | hinter Marcie van Dusen, USA, Natalja Karamtschakowa, Russland, Jackeline Rentería, Kolumbien und Brittanee Laverdure |

## Nationale Erfolge
| Jahr | Platz | Wettbewerb        | Gewichtsklasse | Ergebnisse                                                         |
| 1998 | 1.    | USA-Meisterschaft | bis 56 kg      |                                                                    |
| 1998 | 1.    | WM-Trials         | bis 56 kg      |                                                                    |
| 1999 | 1.    | USA-Meisterschaft | bis 56 kg      |                                                                    |
| 1999 | 1.    | WM-Trials         | bis 56 kg      |                                                                    |
| 2000 | 1.    | USA-Meisterschaft | bis 56 kg      |                                                                    |
| 2000 | 1.    | WM-Trials         | bis 56 kg      |                                                                    |
| 2001 | 1.    | USA-Meisterschaft | bis 56 kg      | vor Erin Tomeo, Lisa Bisers und Grace Magnusson                    |
| 2001 | 2.    | WM-Trials         | bis 56 kg      | hinter Erin Tomeo                                                  |
| 2002 | 1.    | WM-Trials         | bis 55 kg      | vor Stephanie Murata                                               |
| 2003 | 2.    | USA-Meisterschaft | bis 55 kg      | hinter Tela O’Donnell, vor Marcie van Dusen                        |
| 2003 | 1.    | WM-Trials         | bis 55 kg      | vor Tela O’Donnell                                                 |
| 2004 | 1.    | USA-Meisterschaft | bis 55 kg      | vor Tela O’Donnell, Erin Tomeo und Jenny Wong                      |
| 2004 | 2.    | Olympia-Trials    | bis 55 kg      | hinter Tela O’Donnell                                              |
| 2005 | 1.    | USA-Meisterschaft | bis 55 kg      | vor Marcie van Dusen, Chelynne Pringle und Sharon Jacobsen         |
| 2005 | 1.    | WM-Trials         | bis 55 kg      | vor Marcie van Dusen                                               |
| 2006 | 3.    | USA-Meisterschaft | bis 55 kg      | hinter Sharon Jacobsen und Malinda Ripley, vor Leigh Jaynes        |
| 2006 | 1.    | WM-Trials         | bis 55 kg      | vor Sharon Jacobsen                                                |
| 2007 | 2.    | USA-Meisterschaft | bis 55 kg      | hinter Marcie van Dusen, vor Sharon Jacobsen und Brandy Rosenbruck |
| 2008 | 4.    | USA-Meisterschaft | bis 55 kg      | hinter Marcie van Dusen                                            |

## Erläuterungen
- alle Wettkämpfe im freien Stil
- WM = Weltmeisterschaft